# Spack! Festival
Das Spack! Festival war ein Musikfestival, welches von 2004 bis 2019 jährlich in der Stadt Wirges im Westerwald stattfand und von der Spack! Event GmbH veranstaltet wurde. Die dort auftretenden Künstler waren aus den Musikrichtungen Indie, Rock, Hip-Hop sowie Elektro.
Im ersten Jahr nur eintägig, wurde es seit 2005 zweitägig ausgetragen. Auch wurde der Ort des Festivals im Laufe des Jahres verlegt: So wurde das Spack! Festival zunächst im Moorsberg Stadion in Höhr-Grenzhausen ausgetragen. Seit 2009 befand sich das Festival in Wirges.
Am 17. & 18. August 2012 war das Festival erstmals in seiner neunjährigen Geschichte mit 5.500 Besuchern pro Tag ausverkauft. Das 16. Festival am 23. & 24. August 2019 war vorerst das letzte Spack! Festival.

## Bühnen
Während des Festivals können die Besucher drei verschiedene Bühnen besuchen. Auf der Mainstage treten bekannte Bands aus dem Rock-, Indie- und Hip-Hop-Genre auf. Auf der Circle of Vibes sind kleinere Bands anzutreffen. Die zweite kleine Bühne mit dem Namen Electronic Gallery ist ein Open Air Floor mit Lichteffekten und einer Traverse, auf dem kleinere DJs auflegen.

## Bands (Auswahl)
Jährlich treten bei dem Festival namhafte, aber auch weniger bekannte Künstler aus verschiedenen Musik-Genres auf.
2004
Waste Of Time !?!, No Milk 2Day, Tinnitus, Westwood Ink. Soundsystem, The Shielded
2005
Dioramic, Highfly, Leaf, Leeching Project, Mill, Montreal, Never Face Defeat, Nothing in Common (Musikgruppe), Ötteband, Prison Mind, Rachel Casca, Raskob Rails, Sick & Wired, VMZT, Waste Of Time !?!, ZSK
2006
Andthewinneris, Audiosushi, Babor, Cameron, A Case of Grenada, Concorde GT, Dave de Bourg, Deathterror, Discordant, Dread:id, Elfmorgen, Free Living Insanity, Jam Traffic, Juke B. Project, Kino, Lax Alex Contrax, Make The Day, Mexicola Oil Comany, Michael Paul, Not Available, Peter Pan Speedrock, Project 54, Rantanplan, Die Resonanz, Six Reasons to Kill, Tinnitus
2007
Audiosushi, Bambix, Big D and the Kids Table, Bubonix, Dana Plan, Delivering Cry, G.A.S. Drummers, Itchy Poopzkid, Jam Traffic, Jassy Blue, MIT, My Baby Wants to Eat Your Pussy, No Milk 2Day, The Nowboys, Oliver Neufang, Profession Reporter, Replico, The Robocop Kraus, She-Male Trouble, Smokebox, Steven Fairground, DJ tba, The Heartbreak Motel, Tiny-Y-Son, Todd Anderson
2008
Caliban, A Wilhelm Scream, Turbostaat, Fire in the Attic, Sunfish, Callejon, Blind, Parachutes, Eternal Tango, Prison Mind, Silent Decay, Prison Mind, Hordak
2009
Zebrahead, Das Bo, Itchy Poopzkid, Emil Bulls, Blumentopf, Second Monday, V8 Wankers, Dub FX, All Its Grace, Destination Anywhere, Betty Blitzkrieg, Prison Mind
2010
K.I.Z, 2raumwohnung, Jennifer Rostock, Mad Caddies, Strike Anywhere, Northern Lite, Martin Jondo, Nosliw, Bakkushan
2011
Good Charlotte, boysetsfire, Itchy Poopzkid, Strung Out, Casper, 4Lyn, Prinz Pi, Lax Alex Contrax, Time For Ronos
2012
K.I.Z, Kraftklub, Yellowcard, Anti-Flag, Cro, A Wilhelm Scream, DCVDNS, His Statue Falls, Nations Afire, Polar Bear Club, Rockstah, Ahzumjot
2013

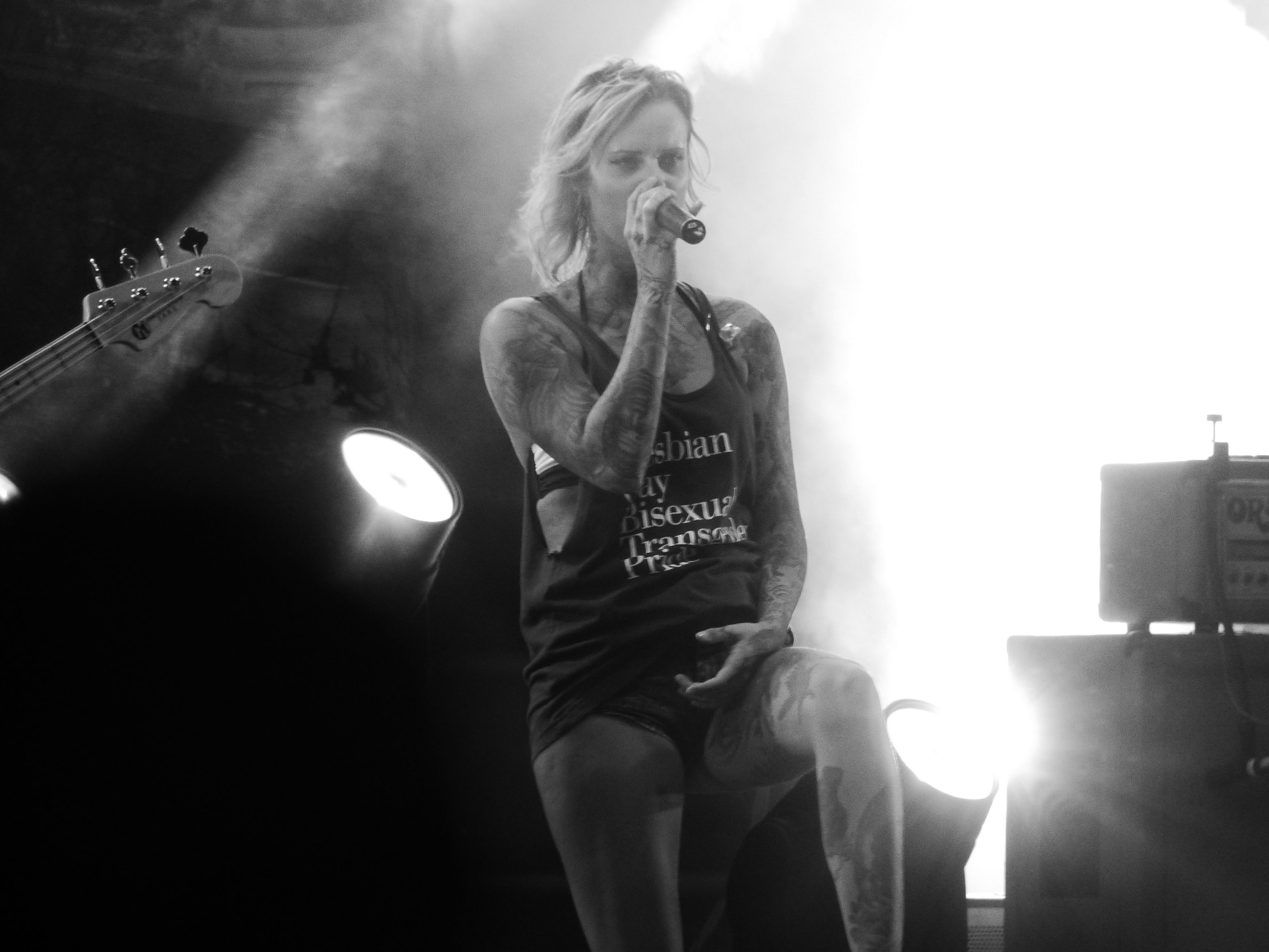
Spack! Festival 2013 – Jennifer Rostock

Kool Savas, Jennifer Rostock, Donots, Die Orsons, Chakuza, Prinz Pi, Trailerpark, Emil Bulls, 257ers, Heisskalt, RAF 3.0, Weekend, Käptn Peng & Die Tentakel von Delphi, Lance Butters, BattleBoi Basti, Mega! Mega!, Laas Unltd., Joshi Mizu
2014
Samy Deluxe, Alligatoah, Genetikk, Sierra Kidd, MC Fitti, Megaloh, Itchy Poopzkid, Weekend, OK Kid, Gloria, Olson, Chefket, SAM, Teesy, SSIO, Naya Isso, Hanne & Lore, Karate Andi, Rockstah, Antilopen Gang, ERRdeKa, 3Plusss & Sorgenkind, Persteasy, Thilo Distelkamp
2015
Kool Savas, Kollegah, Jennifer Rostock, Die Orsons, Kontra K, Eko Fresh, MIA., Curse, Sudden, Nico Suave, Afrob, Takt32, Schwesta Ewa, Mädness, GReeeN
2016
SDP, Prinz Pi, SSIO, ASD, Azad, Megaloh, Olson, Retrogott und Hulk Hodn, Lance Butters, Ali As, Vega & Bosca, Danju, VAUU, Jephza, Laskah, Dreimillionen, Wild & Kins (SweeD.music), audiosushi
2017
Sido, Frittenbude, Lumaraa, Vona, 257ers, Sero, MoTrip, B-Tight, Grossstadtgeflüster, Weekend, Maeckes, Bausa, Vega & Bosca
2018
187 Strassenbande, SXTN, Bausa, Haftbefehl, Curse, Heisskalt, Dame, GReeeN, Blackout Problems, Vega
2019
Kool Savas, Dendemann, Gzuz, Olexesh, Juju, Veysel, Chefket, B-Tight, Weekend, OG Keemo, Vega, Bosca, Tiavo, Ruffiction